# Samhällsförändring
Samhällsförändring är ett omskapande av den sociala ordningen i ett samhälle. Samhällsförändringar innefattar förändringar i naturen, sociala institutioner, sociala beteenden eller sociala relationer.
Samhällsförändring kan syfta på begreppet social progression eller sociokulturell evolution, den filosofiska idén att samhällens strävanden styrs av dialektiska eller evolutionära mekanismer. Det kan avse en paradigmatisk förändring i den socioekonomiska strukturen, till exempel att avlägsna sig från feodalism och mot kapitalism. Följaktligen kan det också avse samhällsrevolutioner, sådana som socialistiska revolutioner som marxismen talar om, eller till andra sociala rörelser såsom kvinnlig rösträtts- och medborgarrättsrörelser. Samhällsförändringar kan frammanas av kulturella, religiösa, ekonomiska, vetenskapliga eller teknologiska krafter.

## Framträdande teorier om samhällsförändringar
Förändringar kan uppkomma av två krafter. En källa är slumpmässiga faktorer som klimatet, vädret eller närvaron av en specifik grupp människor. Den andra källan är systematiska faktorer. Alla framgångsrika utvecklingar har till exempel samma generella förutsättningar, såsom en stabil och flexibel regering, tillräckliga fria och tillgängliga resurser, och diverse sociala organisationer i samhället. Så, i det stora hela taget, samhällsförändringar uppstår vanligen genom kombinationer av systematiska faktorer tillsammans med slumpmässiga och unika faktorer.
Det finns många teorier om samhällsförändringar. I allmänhet bör en teori om förändring innehålla element som strukturella aspekter av förändring (som folkförändringar), processer och mekanismer för samhällsförändring, och riktningar för förändring.
- Hegeliansk: den klassiska hegelianska modellen för förändring baseras på samspelet mellan motsatta krafter. Om man startar med ett tillfälligt tillstånd, kommer tesen att kontras av antitesen och därmed först en konflikt att uppstå, och därefter kommer så småningom ett nytt tillstånd uppkomma i form av en syntes.
- Marxistisk: marxismen presenterar en dialektisk och materialistisk uppfattning om historien; mänsklighetens historia beror i grund och botten på en kamp som alltid kan förstås som en klasskamp.
- Kuhniansk: vetenskapsfilosofen Thomas Kuhn diskuterar i The Structure of Scientific Revolutions angående den kopernikanska revolutionen, att människor sällan överger ett icke fungerande paradigm, trots flera tecken på att paradigmet inte fungerar, förrän ett bättre paradigm presenteras.
- Heraklitansk: en grekisk filosof under antiken, Herakleitos, använde en metafor om floder när han talade om förändring, panta rei, att man aldrig stiger ner i samma flod.
- Taoistisk: det kinesiska filosofiska verket Daodejing använder också en vattenmetafor för att beskriva den ideala förändringen. Vatten, fastän det är mjukt och följsamt, kommer med tiden att urholka stenen. Förändring i denna mening är att vara neutral, harmonisk, fast och ändå oförnimbar.